# Pozo del Tigre
Pozo del Tigre es una localidad del departamento Patiño, al sudeste de la provincia de Formosa, Argentina a 263 km de su capital. Está unida por la RN 81, en el "km 1437", y por el Ferrocarril General Belgrano.

## Población
Cuenta con 4,517 habitantes (Indec, 2010), lo que representa un incremento del 14,4% frente a los 3,948 habitantes (Indec, 2001) del censo anterior.
| Gráfica de evolución demográfica de Pozo del Tigre entre 1991 y 2010 |
|                                                                      |
| Fuente: Censos nacionales del INDEC                                  |

## Toponimia
"Pozo del Tigre" habría sido impuesto por una expedición de militares y de civiles del "Fuerte Rivadavia" hacia Asunción. En el trayecto, los expedicionarios se detuvieron ante una aguada. Durante la siesta, se arrimó a la aguada un yaguar (animal llamado "tigre" por los mestizos) para sorpresa de los expedicionarios. Mientras saciaba la sed de la aguada, un soldado lo mató de un tiro de fusil. Con el correr del tiempo, se reconoció el paraje con el nombre de "Pozo del Tigre".
Pero otra versión habla del cacique "El Tigre", indígena pilagá asesinado por la Gendarmería Nacional cerca de un pozo. Al tenderse el ferrocarril en 1914, los obreros ferroviarios reconocieron el lugar, imponiéndole el nombre de "Pozo del Tigre".
Pero lo más probable es que una expedición militar durante el conflicto con Paraguay, haya puesto ese nombre, dado el abastecimiento de agua necesario para la tropa. Así como se explicaría la toponimia de Pozo de Maza, Pozo del Mortero, Pozo de la Cierva, Pozo del Mortero, Pozo de los Chanchos, etc.
El nombre oficial legislado por Decreto Nacional del 7 de diciembre de 1927, aunque desde 1919 el uso popular ya designaba a este lugar poblado por indígenas wichis y pilagás y un grupo migratorio de ganaderos salteños, santiagueños y chaqueños que llegaron a principios de siglo atraídos por sus fértiles praderas.

## Poblado Histórico y Cultural
Reconocimiento al pueblo de Pozo del Tigre como Poblado Histórico y Cultural por ley de la Legislatura provincial. 

## Historia

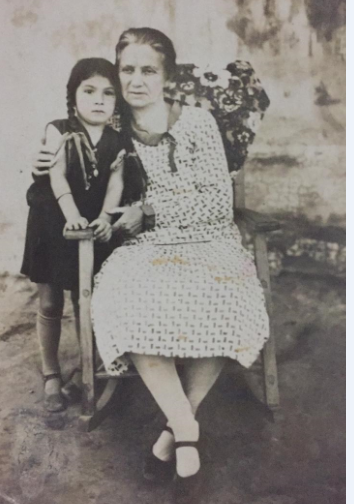

El ferrocarril se habilita en 1915 y el pueblo se crea por Decreto de la presidencia de la Nación de Hipólito Yrigoyen el 11 de junio de 1921. Fue mensurado por el agrimensor Enrique Pellegrini en 1925, amojonando 204 manzanas.
La señora Sara Semería, viuda de Etcheto formó una comisión con la vecindad para crear la sala de primeros auxilio. Recaudaron fondos haciendo ferias de platos en la plaza del pueblo. Se compró: camas cromadas, colchones nuevos etc. Tenían una enfermera que se llamaba Cristina Ríos, muy buena persona.
El hijo de Sara,llamado Braulio Arturo Etcheto fue nombrado uno de los primeros pobladores del pueblo.
En 1940, el pueblo contaba con 10 000 hab., usina eléctrica, hotel con agua corriente, y casas de comercio, consultorios médicos y odontológicos, servicios de taxi, consignatarias de hacienda, etc.
El jueves 21 de octubre de 2010 esta localidad se hizo tristemente notoria por haber sufrido los efectos de un tornado que causó 4 víctimas mortales y  225 heridos, también muchos damnificados en sus viviendas etc.

## Infraestructura

### Acueducto
Se construyó la obra hidrovial de la ruta provincial RP 28, con un canal artificial o acueducto , a campo traviesa y aprovechando paleocauces. 
El agua viene de la "1.ª presa partidora de agua, sobre la RP 28, a 27 km de Las Lomitas, corresponde al gran Bañado la Estrella, abastecida del desborde del río Pilcomayo, merced a correderas fluviales que despejan el inconveniente de la sedimentación.
Esta obra recorre longitudinalmente la provincia de Formosa, desde la RP 28 hacia el este, con canales artificiales y paleocauces.

### Ciclovía
La primera ciclovía de Pozo del Tigre Corre paralela a la Av. Fontana, ente el ingreso a la localidad y el Monumento al Centenario, un homenaje a los primeros colonos que en 1905 al lugar sentando las bases del poblado junto a las vías del Ferrocarril General Belgrano.

## Parroquias de la Iglesia católica en Pozo del Tigre
| Diócesis  | Formosa         |
| --------- | --------------- |
| Parroquia | Sagrado Corazón |